# Esquema de Falk
O esquema de Falk (denominado em memória do engenheiro Sigurd Falk) é uma tabela que serve como ajuda visual para a multiplicação de matrizes a mão. O fator na esquerda, uma matriz {\displaystyle (m\times r)}, é colocada na esquerda da matriz resultante {\displaystyle (m\times n)}, e o fator na direita, a matriz {\displaystyle (r\times n)}, é colocada acima da matriz resultante. Onde a linha {\displaystyle i} do multiplicando na esquerda e a coluna {\displaystyle j} do multiplicando na direita se cruzam, é colocado o correspondente produto escalar.

## Exemplo
São dadas as matrizes
{\displaystyle A_{3\times 2}={\begin{pmatrix}1&4\\2&5\\3&-6\end{pmatrix}}}   e  {\displaystyle B_{2\times 2}={\begin{pmatrix}-1&1\\1&-2\\\end{pmatrix}}} .
Calcular o produto {\displaystyle C=A\cdot B}. A matriz resultante {\displaystyle C} é uma matriz {\displaystyle (3\times 2)}.
Inicialmente é configurado o esquema de Falk, escrevendo as matrizes uma ao lado da outra, com um deslocamento de altura.
|         |   |    | Coluna j |    |
|         |   |    | 1        | 2  |
|         |   |    | −1       | 1  |
| Linha i |   |    | 1        | −2 |
| 1       | 1 | 4  |          |    |
| 2       | 2 | 5  |          |    |
| 3       | 3 | −6 |          |    |

A primeira linha de {\displaystyle A} é multiplicada elemento a elemento com a primeira coluna de {\displaystyle B}: 1 · (−1) + 4 · 1 = 3 fornecendo o elemento {\displaystyle c_{11}=3}.
|         |   |    | Coluna j |    |
|         |   |    | 1        | 2  |
|         |   |    | −1       | 1  |
| Linha i |   |    | 1        | −2 |
| 1       | 1 | 4  | 3        |    |
| 2       | 2 | 5  |          |    |
| 3       | 3 | −6 |          |    |

A primeira linha de {\displaystyle A} é multiplicada elemento a elemento com a segunda coluna de {\displaystyle B}: 1 · 1 + 4 ·(−2) = −7 resultando no elemento {\displaystyle c_{12}=-7}.
|         |   |    | Coluna j |    |
|         |   |    | 1        | 2  |
|         |   |    | −1       | 1  |
| Linha i |   |    | 1        | −2 |
| 1       | 1 | 4  | 3        | −7 |
| 2       | 2 | 5  |          |    |
| 3       | 3 | −6 |          |    |

Analogamente procede-se com as linhas seguintes. Concluindo, a terceira {\displaystyle A} é multiplicada elemento a elemento com a segunda coluna de {\displaystyle B}: 3 · 1 + (−6) · (−2) = 15 resultando o elemento {\displaystyle c_{32}=15}.
|         |   |    | Coluna j |    |
|         |   |    | 1        | 2  |
|         |   |    | −1       | 1  |
| Linha i |   |    | 1        | −2 |
| 1       | 1 | 4  | 3        | −7 |
| 2       | 2 | 5  | 3        | −8 |
| 3       | 3 | −6 | −9       | 15 |